# Ali Mahmoud Taha
Ali Mahmoud Taha   (Mansura, 3 d'agost de 1901 - El Caire, 1949) va ser un poeta i lletrista egipci.

## Biografia
El 1924 es va graduar a l'escola d'arts aplicades. Va començar a publicar el 1927. Es va unir als poetes romàntics agrupats al voltant de la revista "أبولو". La influència de les obres dels poetes romàntics francesos (Alphonse de Lamartine) i dels simbolistes (Charles Baudelaire, Paul Verlaine), així com la poesia de H. Moutran, van contribuir a la formació del seu estil poètic, amb la musicalitat del vers i un ritme intens especial. Col·leccions de poemes: "تاي يتساءل بحار" (1934)" (Li pregunta Ty al mariner), "أرواح متجولة" (1941)" (Ànimes errantes), "الزهور والنبيذ" (1943)" (Flors i vi), "الشرق والغرب" (1947)" (Est i Oest) i d'altres es distingeixen no només per una certa novetat de tema i matèria, però també pel refinament de les formes poètiques.
A casa se l'anomenava "l'enginyer" i "el mariner perdut" en honor a la seva professió i al seu primer poemari.
Els seus poemes "لاك كومو" (El llac de Como) i "الموسيقار الأعمى" (El músic cec) descriuen les seves impressions de viatjar per Itàlia, Suïssa, Àustria i Alemanya. Alguns dels seus poemes ("حذرا" (Gondosa), "ليالي كليوباترا" (Nits de Cleòpatra) van ser interpretats pel famós cantant Abd al-Wahhab.
La cançó "من قارة إلى أخرى" (D'un continent a un altre), escrita en el gènere d'una balada històrica, està dedicada als comandants àrabs que van conquerir Espanya. Alguns investigadors de la seva obra anomenen aquests poemes nacionalistes o fins i tot provocadors.
A Egipte, Mahmud Ali Taha va ser anomenat poeta reformista (shairain mujaddidain). Al final de la seva vida, Taha va escriure poemes de contingut civil-patriòtic: "مصر" (Egipte), "الدعوة إلى الحرية" (Crida per la llibertat) i altres.
El poeta va morir després d'una breu malaltia el 17 de novembre de 1949 al Caire, a pocs anys de la revolució de 1952.